# Jamides alsietus
Jamides alsietus is een vlinder uit de familie van de Lycaenidae. De wetenschappelijke naam van de soort is voor het eerst gepubliceerd in 1916 door Hans Fruhstorfer.